# Plovací blána

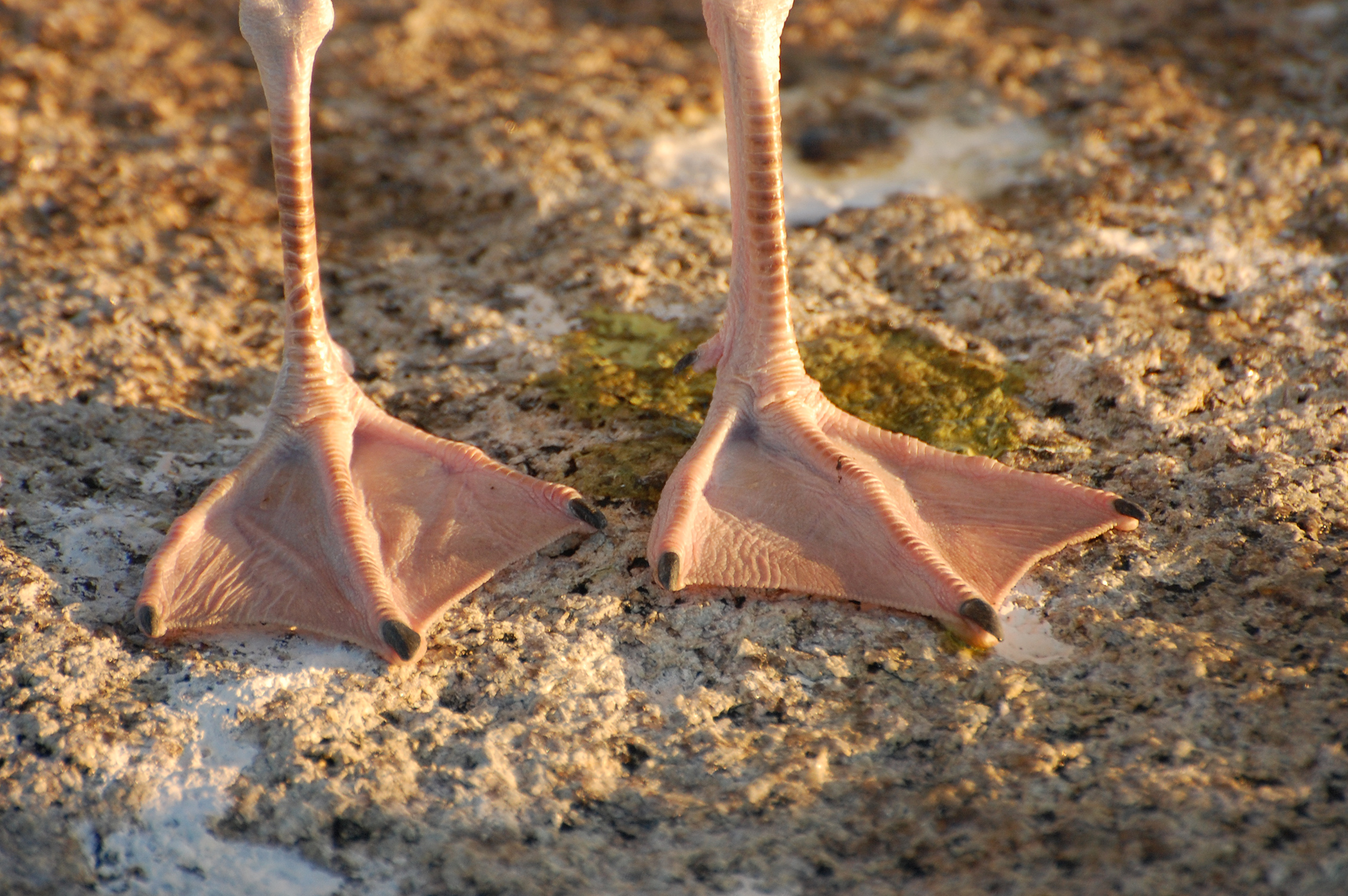
Plovací blány racka

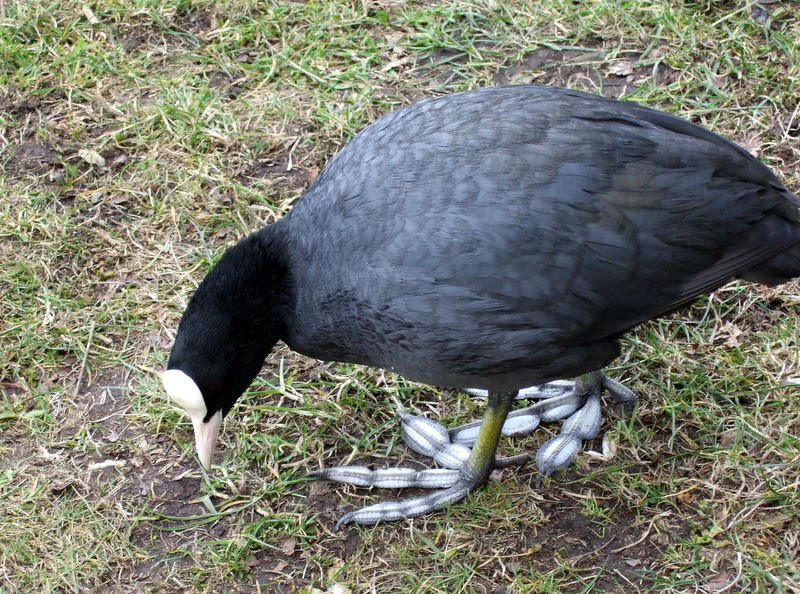
Kožní lemy lysky

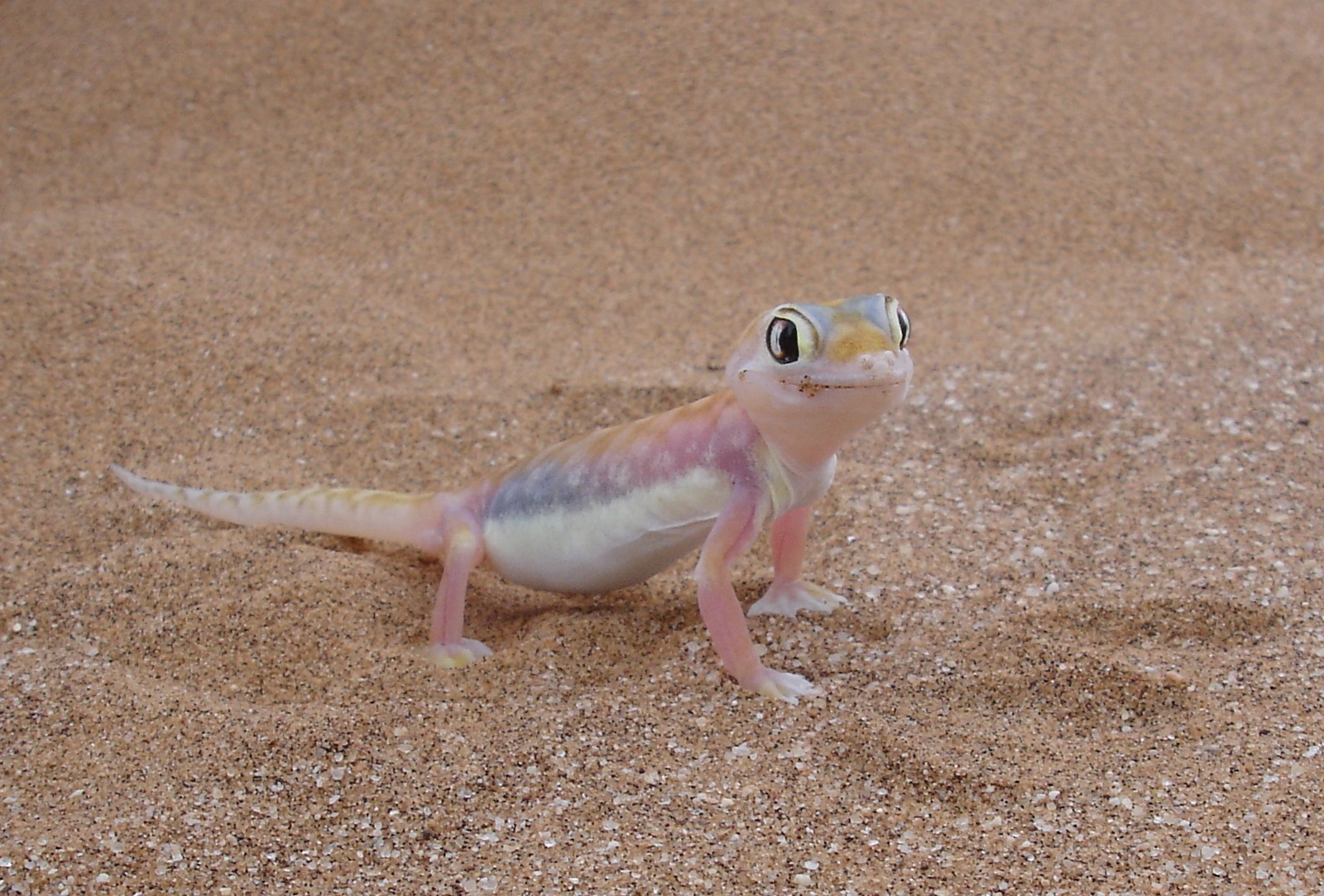
Plovací blány "do sucha"

Plovací blána je pružná kožní řasa natažená mezi prsty nohou, vyskytuje se u živočichů žijících trvale nebo přechodně ve vodním prostředí. Někdy se k plovací bláně počítá i kožní lem narostlý okolo jednotlivých prstů.
Plovací blána usnadňuje plavání, zvětšuje plochu končetiny a tím zesiluje její účinek, působí stejně jako ploutve potápěče. Kožní lem ulehčuje chůzi po nepevném, bahnitém podkladu, zvětšuje plochu došlapujícího chodidla obdobně jako sněžnice. Porovnání s ploutvemi i sněžnicemi samozřejmě pokulhává. Zvířata dokáži při zpětném pohybu prsty ohnout a sevřít, takže blána ani lem při něm nekladou téměř žádný odpor.
Nejznámější je plovací blána u ptáků, kteří ji mají srostlé 3 nebo 4 prsty (dlouhokřídlí, plameňáci, potápky, potáplice, trubkonosí, tučňáci, brodiví a pelikáni, vrubozobí) nebo mají na prstech kožovité lemy (brodiví, krátkokřídlí). Plovací blány nebo kožní lemy dále mají krokodýli, vodní želvy, mnohé žáby a někteří čolci, buď na jednom nebo obou párech končetin. Žába létavka šíronohá má mezi prsty blány tak veliké, že jich využívá ke klouzavém letu při skoku.
Ze savců mají plovací blány překvapivě i jedni z největších, jako hroch obojživelný, medvěd lední nebo pes novofoundlandský. Z těch menších a známějších to jsou bobr, norek, nutrie, ondatra a vydra. Ploutvonožci mají svých pět dlouhých prstů tak pevně stostlých tuhou plovací blánou, že se proměnily v orgán podobný ploutví.
Něco na způsob plovací blány mají i někteří gekoni, kteří ji využívají při chůzi po sypkém písku a pro rychlé zahrabání. Zvláštní plovací blánu má i ptakopysk, ten ji nemá přirostlou k prstům, nýbrž k dlani a při chůzi po souši nebo hrabání ji skládá.
- Plovací blány:

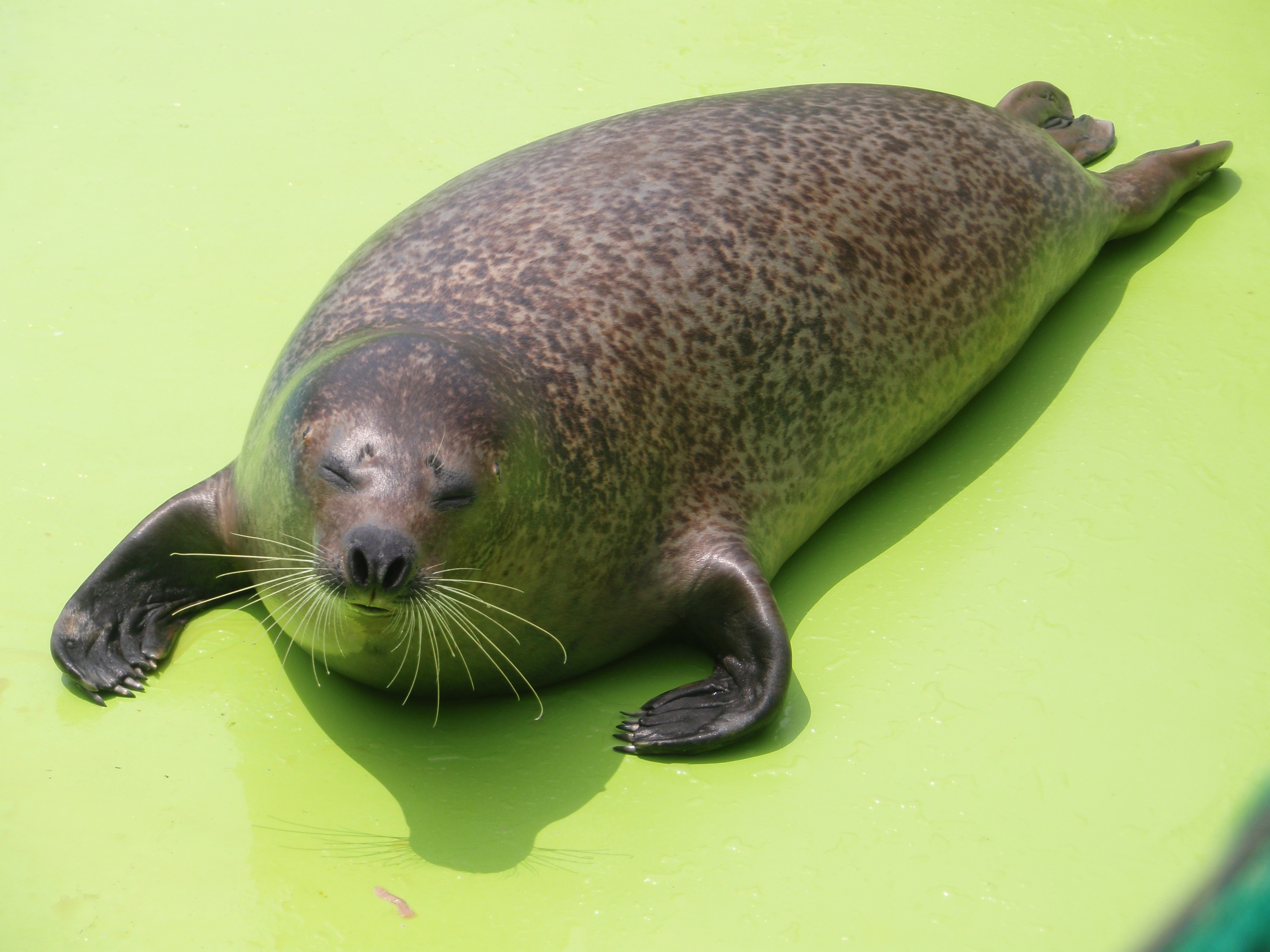
Tuleň pacifický
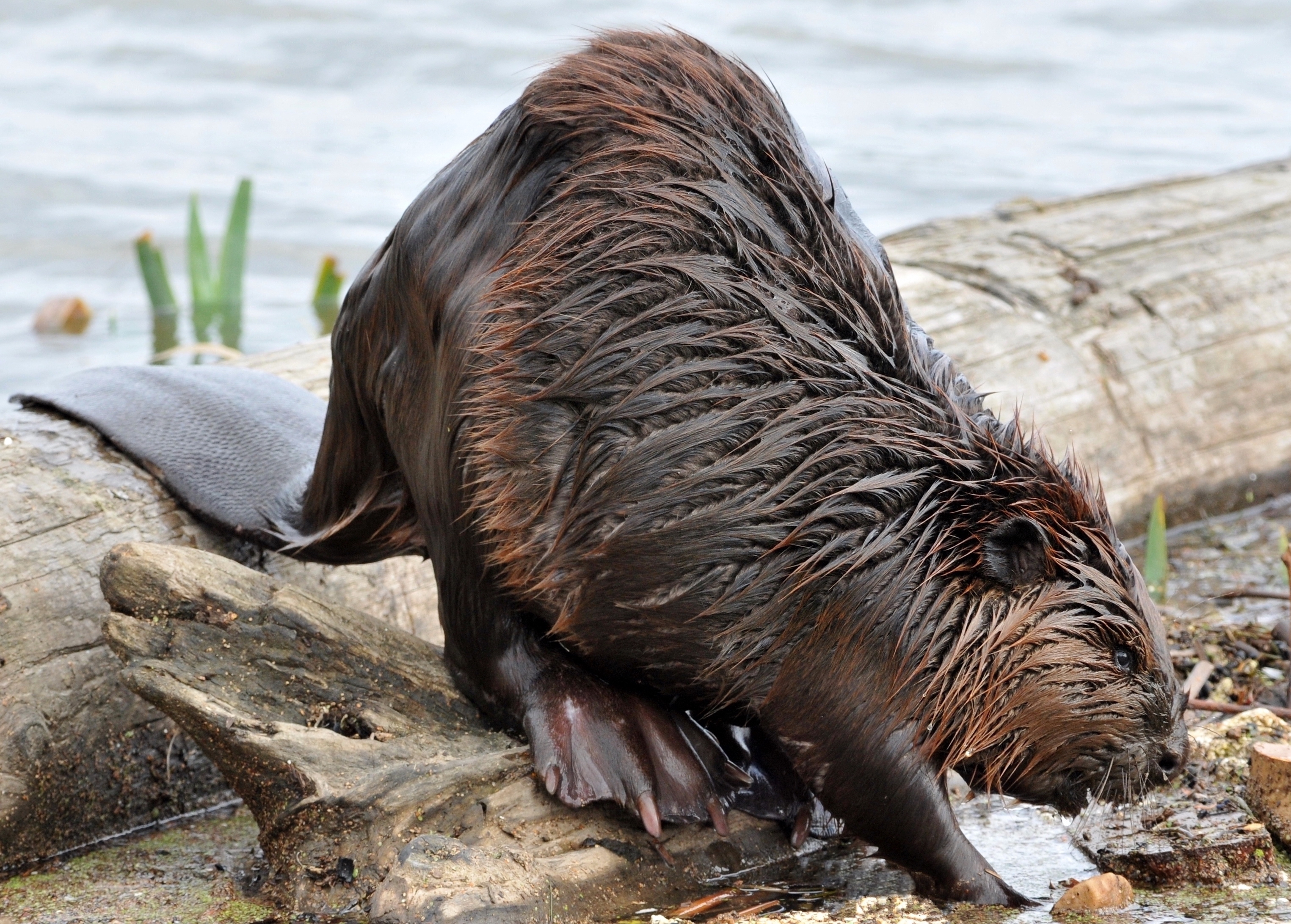
Bobr kanadský
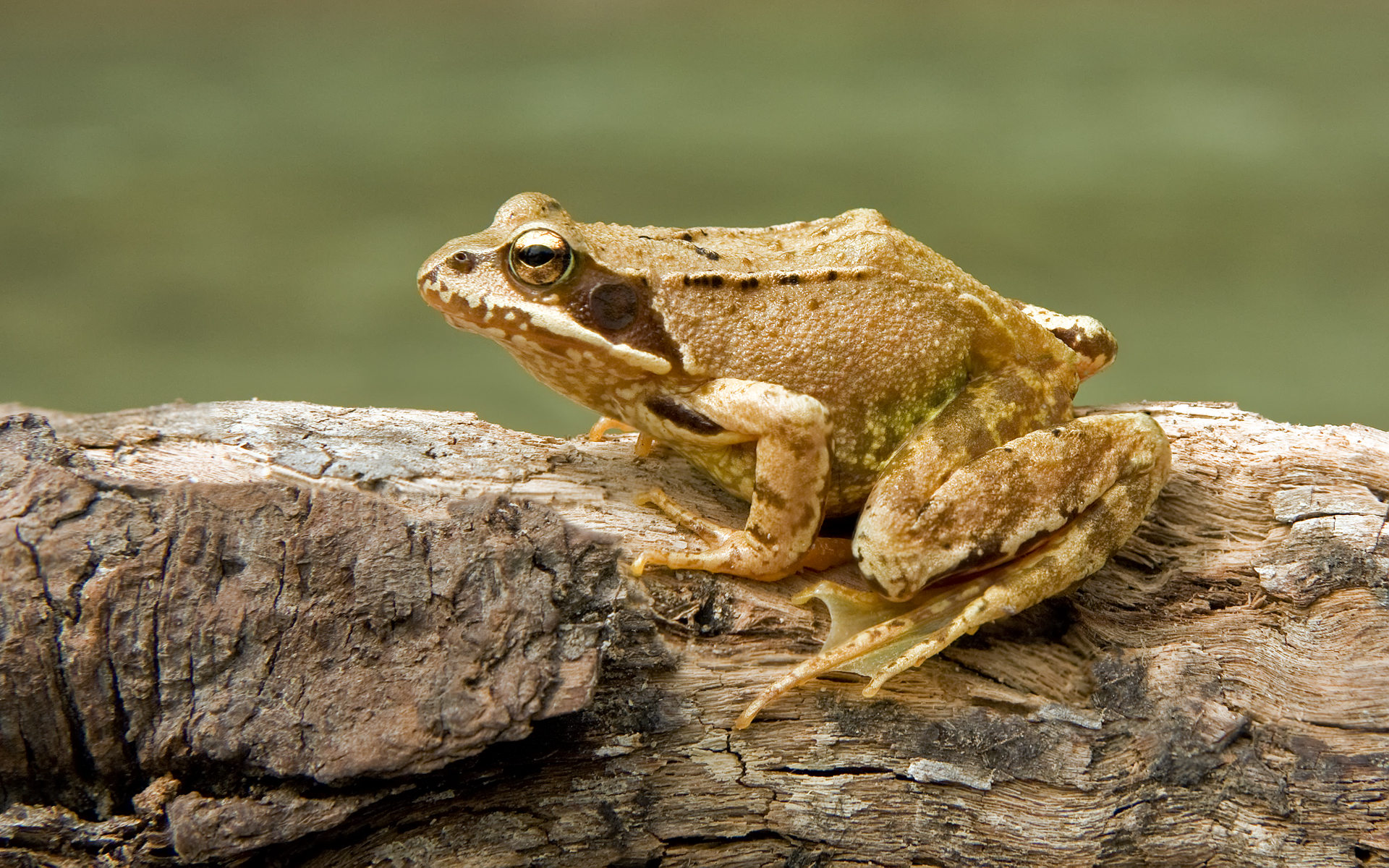
Skokan hnědý